# الپین، شهرستان لس‌آنجلس، کالیفرنیا
الپین، شهرستان لس‌آنجلس، کالیفرنیا (به انگلیسی: Alpine, Los Angeles County, California) یک محدوده ثبت‌نشده در ایالات متحده آمریکا است که در شهرستان لس آنجلس ایالت کالیفرنیا واقع شده‌است.

## خصوصیات
الپین ۸۶۸ متر بالاتر از سطح دریا واقع شده‌است.